# Солинов, Владимир Фёдорович
Владимир Фёдорович Солинов (29 апреля 1938 года — 30 апреля 2017 года) — советский и российский химик-технолог, учёный, организатор производства, конструктор элементов вооружений, генеральный директор Научно-исследовательского института технического стекла (НИТС), вице-президент Академии инженерных наук им. А. Н. Прохорова. Доктор технических наук (1982), профессор. Лауреат Государственной премии СССР.

## Биография
Родился 29 апреля 1938 года в Москве в семье потомственных стеклоделов.
Окончил Московский химико-технологический институт им. Д. И. Менделеева по специальности «Технология силикатов» (1960).
Работал в НИИ технического стекла (НИТС, до 1963 г. назывался ГСПКБ по стеклу): инженер, старший научный сотрудник, начальник сектора и отдела, с 1973 г. директор, с 1994 генеральный директор.
Специалист в области конструкционной оптики. Автор 104 патентов на изобретения.
Разработки:
- «птицестойкие» стёкла для Ил-96−300, Ту-114, Ту-204, Ан-72, Як-42;
- прозрачная броня и беспереплетные фонари МиГ-29, Су-25, Ту-22МЗ, Ту-29, Ту-160;
- высокопрочные силикатные стекла для Су-35, МиГ-29КУБ, для истребителей Т-50;
- жаропрочные прецизионные оптические иллюминаторы для орбитальных и спускаемых аппаратов, в том числе для орбитальной станции «Мир», межпланетных станций «Венера», «Марс», «Комета Галлея», многоразового космического корабля «Буран», МКС «Альфа»;
- жаропрочные радиопрозрачные антенные обтекатели для ракет системы С-300 и последующих модификаций;
- стёкла для саркофагов Ленина, Хо Ши Мина.

Умер 30 апреля 2017 года. Похоронен на Хованском кладбище.

## Награды и звания
- Орден «Знак Почёта» (дважды 1976, 1984),
- Орден Дружбы (1996).
- Государственная премия СССР 1978 года — за создание изделий специальной техники.
- Премия Совета Министров СССР (1988)
- Премия Правительства Российской Федерации (2005),
- Заслуженный деятель науки РФ,
- Почётный авиастроитель (1978).